# Sceloporus salvini
Sceloporus salvini (колюча ігуана Селвіна) — вид ігуаноподібних ящірок родини фриносомових (Phrynosomatidae). Ендемік Мексики. Вид названий на честь англійського натураліста Осберта Селвіна.

## Поширення і екологія
Колючі ігуани Селвіна відомі з трьох місцевостей, одна з яких розташована в околицях Халапи в штаті Веракрус, а дві — на півночі штату Оахака. Вони живуть у вологих гірських і хмарних тропічних лісах, трапляються на полях та на кавових плантаціях.